# TV Brasil
TV Brasil é a rede de televisão pública brasileira pertencente à Empresa Brasil de Comunicação (EBC), conglomerado de mídia do governo do país. Tem cobertura nacional pela retransmissão de três emissoras próprias — sendo a matriz na capital federal Brasília e as filiais nas cidades do Rio de Janeiro e de São Paulo —, e 63 afiliadas — parte delas compõe a Rede Nacional de Comunicação Pública (RNCP).
Conjuntamente à criação da EBC em 2007 reunindo veículos de comunicação de propriedade do governo (como as emissoras de rádio Nacional e MEC), a TV Brasil foi formada a partir da fusão de dois canais educativos mantidos pela Associação de Comunicação Educativa Roquette Pinto — a TVE Brasil, do Rio de Janeiro, e a TVE Maranhão, de São Luís — com um canal pertencente à hoje extinta Radiobrás — a TV Nacional, de Brasília. Em 2019, a programação da TV Brasil e da TV Nacional do Brasil (TV NBR) começou a ser fundida, extinguindo a última, renomeando-a para TV Brasil 2 e unificando em uma só emissora a comunicação pública existente na primeira e a  existente na segunda. Tal emissora seria extinta em 25 de julho de 2023, quando foi substituída pelo Canal Gov após a decisão do presidente Luís Inácio Lula da Silva, em dissolver a TV Brasil, voltando ao formato tradicional de emissora com conteúdo diversificado. Com isso, a TV Brasil voltaria a veicular exclusivamente conteúdos educativos, jornalísticos e transmissões esportivas, à exemplo de emissoras públicas como a RAI da Itália, TVE da Espanha e BBC do Reino Unido. A mudança começaria a valer a partir do dia 24 de julho.
A rede está presente em sinal aberto e via antenas parabólicas, além de ser um dos canais de transmissão obrigatória no país pelas operadoras de televisão por assinatura, segundo a Lei do Serviço de Acesso Condicionado.

## História

### Antecedentes
Em maio de 2007, foi anunciado que o Governo do Brasil planejava criar uma rede de televisão pública com programação gerada a partir da capital federal Brasília e das cidades do Rio de Janeiro, de São Paulo e de São Luís, que recebeu TV Brasil como nome. Para tal, seria realizada uma fusão incluindo a TV Nacional, pertencente à Radiobrás, a TVE Brasil e a TVE Maranhão, mantidas pela Associação de Comunicação Educativa Roquette Pinto (ACERP), das quais equipes e espaços seriam utilizadas pela futura rede. O responsável por gerir o projeto foi Franklin Martins, então ministro-chefe da Secretaria de Comunicação Social da Presidência da República.
Em 10 de outubro, o então presidente Luiz Inácio Lula da Silva assinou medida provisória que criou a Empresa Brasil de Comunicação (EBC), integrando os veículos da Radiobrás e da ACERP, como as rádios Nacional e MEC e a TV Nacional do Brasil (NBR). A empresa teria um conselho curador composto por quinze membros da sociedade civil, quatro representantes do governo e um indicado dos funcionários, e seria financiada por recursos públicos, doações e patrocínios. Seu orçamento seria de 350 milhões de reais. Em 24 de outubro, a medida provisória torna-se o Decreto n.º 6.246, instituindo definitivamente a criação da EBC, publicado no Diário Oficial da União no dia seguinte.

### 2007–2010: Anos iniciais, Gestão Governo Lula
A TV Brasil foi inaugurada ao meio-dia de 2 de dezembro em Brasília, no Rio de Janeiro, em São Paulo e em São Luís. A data foi escolhida por ser a de lançamento, na capital paulista, do sistema de transmissão digital de televisão no país. Durante o período pós-estreia, sua grade de programação, improvisada, era composta por atrações da Nacional, da TVE e reprises de programas da TV Cultura. Sua primeira e até aquele momento única produção própria foi o Repórter Brasil, telejornal apresentado em duas edições direto das três primeiras capitais.

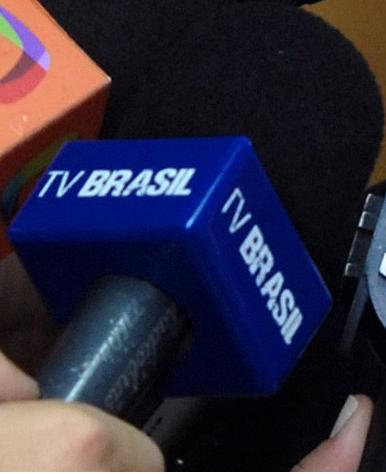
Microfone e canopla da emissora em 2008

Até o fim de 2008, apenas Rio de Janeiro, Brasília e São Luís podiam sintonizar a TV Brasil em canal aberto analógico. O sinal aberto chegou a ser disponibilizado em São Paulo, mas sofreu interferências provocadas por uma companhia telefônica, obrigando a mudança para o canal 62.
Em 2008, a emissora passou a cobrir eventos como o carnaval em Recife e em Salvador e festas juninas na Bahia, em Pernambuco e em Sergipe, com o auxílio de suas afiliadas. A emissora transmitiu as cerimônias de abertura e de encerramento dos Jogos Paralímpicos de 2008.
A emissora também fez coberturas integradas com outros veículos da EBC como nos Jogos Olímpicos e nas Eleições 2008.
Ainda no primeiro semestre de 2008, o então editor-chefe do telejornal "Repórter Brasil", Luís Lobo, foi demitido. Na época, Lobo acusou o governo federal de interferir na divulgação de assuntos contrários ao governo. O conselho curador da TV Brasil refutou as acusações de Lobo.
Em 3 de dezembro de 2008, comemorando um ano da TV Brasil, a emissora inaugurou seu canal digital em São Paulo. Nessa data estreou também uma nova logomarca que ficaria até julho do ano seguinte.
Em 16 de outubro, a então presidente da EBC, Tereza Cruvinel, anunciou a criação do canal internacional, voltado para emigrantes e a África foi o primeiro continente a receber as transmissões, em 2010.

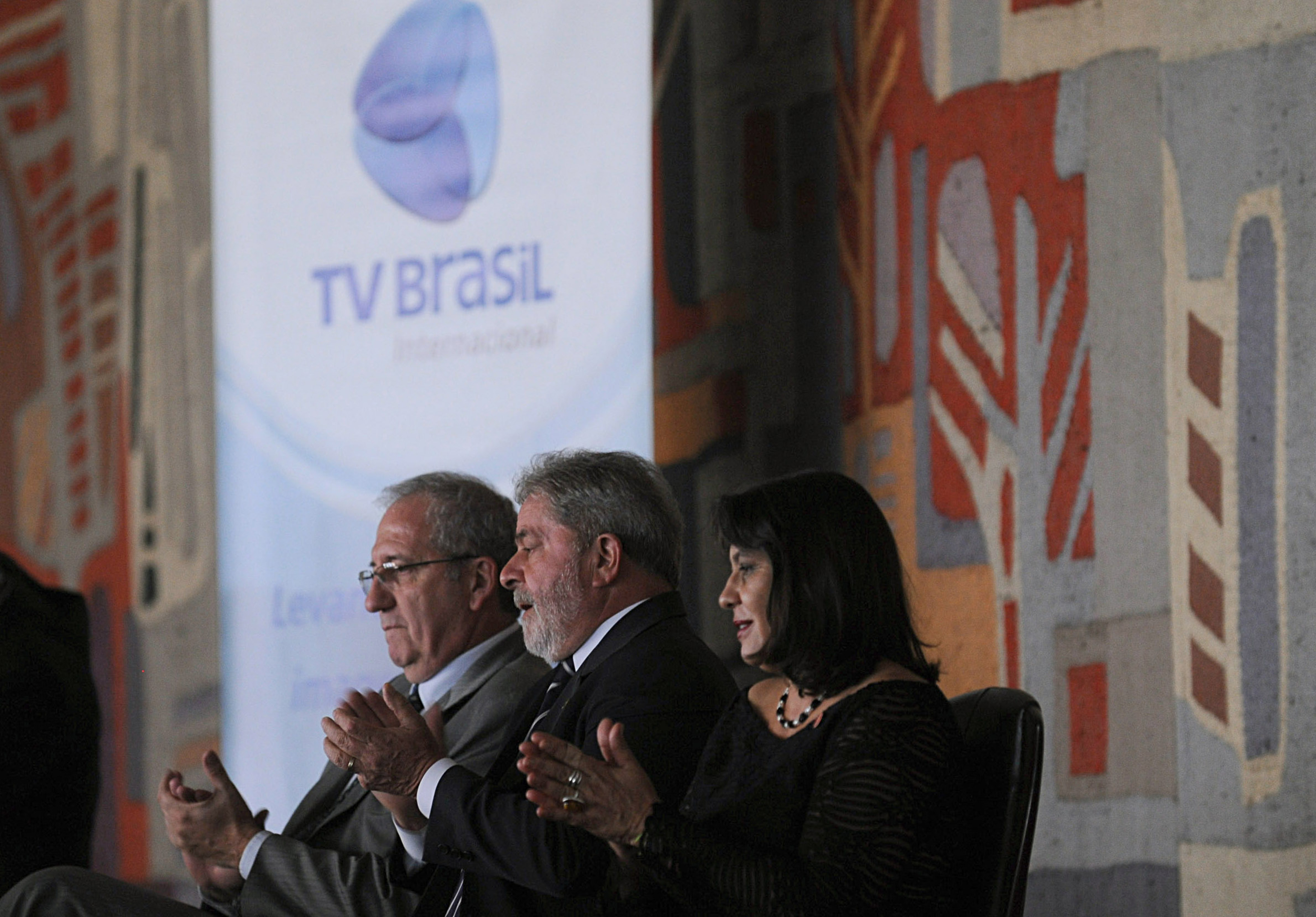
O ministro da Secretaria de Comunicação Social Franklin Martins, o presidente da República Luiz Inácio Lula da Silva e a presidente da EBC Tereza Cruvinel no lançamento da TV Brasil Internacional em 2010

Em 3 de maio, a emissora começa a operar oficialmente a Rede Nacional de Comunicação Pública (RNCP), formada pelos quatro canais da EBC, sete emissoras universitárias e 15 estações estaduais.
Em 13 de maio, foi anunciado o início das operações da TV Brasil Internacional a partir de 24 de maio, pela África, como previsto. Com um evento realizado no Itamaraty, foi realizada uma conversa ao vivo entre o presidente Luiz Inácio Lula da Silva e o presidente de Moçambique, Armando Guebuza, em Maputo. O canal só não estará disponível em cinco países do continente: Egito, Líbia, Argélia, Tunísia e Marrocos. O início pela África foi justificado por ser o primeiro contrato fechado de retransmissão local por cabo, com a distribuidora Multichoice. Diferentemente de outras estações internacionais, que transmitem nos seus idiomas, mas com legendas em línguas dos países receptores, neste momento inicial, não haverá legendas.

### 2011–2016: Gestão Governo Dilma
Em 3 de fevereiro, o repórter Corban Costa e o repórter cinematográfico Gilvan Rocha, que estavam cobrindo a onda de protestos contra o presidente do Egito, Hosni Mubarak, foram presos, interrogados e passaram uma noite dentro de uma sala sem comida, água ou janelas. Seus equipamentos foram apreendidos e os dois foram obrigados a assinar um documento para que os dois retornassem ao Brasil.
Desde julho, a rede transmite com exclusividade em TV Aberta os Jogos Mundiais Militares de 2011, que é um preparativo para as Olimpíadas 2016, e a Série C 2011, em conjunto com a maioria das afiliadas públicas.
No dia 1º de novembro, encerrou-se o mandato da diretora-presidente da EBC, Tereza Cruvinel, iniciado em 2007. Para o seu lugar, foi nomeado o jornalista Nelson Breve.

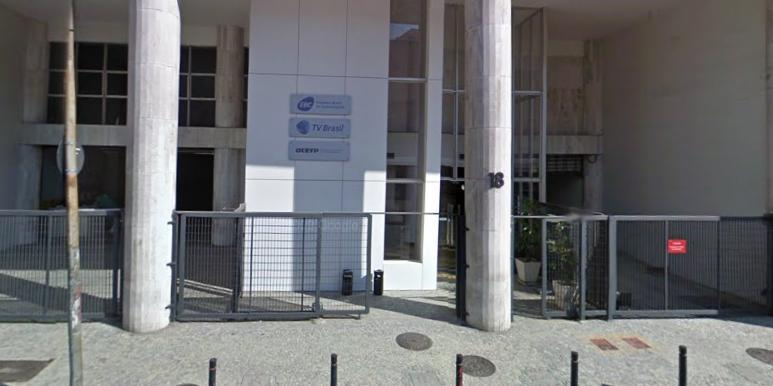
Entrada da sede da EBC no Rio de Janeiro em 2012

Até maio de 2012, a TV Brasil Internacional alcançava 68 países, incluindo Portugal, Estados Unidos, Japão, países da América Latina e da África. A meta é chegar a várias cidades da Europa com grande concentração de brasileiros como Londres, Madrid, Barcelona, Paris, Viena e Bruxelas ainda em 2012.

Logotipo utilizado entre 2012 e 2019

Em 3 de novembro de 2013, a emissora conseguiu, pela primeira vez em sua história, a liderança de audiência em uma capital brasileira. O feito ocorreu no Recife, durante transmissão da partida da Série C, a partida rendeu 20 pontos de audiência para a TV Universitária contra 8 pontos da Rede Globo (TV Globo Nordeste), a partida assegurou a volta do Santa Cruz à segunda divisão do Campeonato Brasileiro.
Com a adoção do lema "O ano do esporte na TV Brasil", passa a transmitir os campeonatos disputados pela Seleção Brasileira de Futebol como o Copa do Mundo FIFA de Futebol de Areia de 2015 disputado em Portugal, a Copa do Mundo de Futebol Feminino de 2015, disputado no Canadá e o Campeonato Mundial de Futebol Sub-20 de 2015 disputado na Nova Zelândia.
No dia 12 de agosto, Nelson Breve Dias teve o mandato encerrado e assume como novo presidente Américo Martins que desde a nomeação de Breve como Secretário de Imprensa da Presidência da República, assumia interinamente a presidência.
No dia 11 de agosto, anunciou a transmissão do Campeonato Brasileiro de Futebol Feminino. Em 17 de agosto, perde a Rede Cultura do Pará, que volta a retransmitir a TV Cultura de São Paulo, mesmo assim, a emissora ainda exibe alguns dos seus programas, apenas de segunda a sexta, entre o horário das 16:00 às 18:30. Em 27 de setembro passou a exibir o Campeonato Brasileiro da Série D com o jogo entre Botafogo-SP e CRAC Em 30 de setembro, a emissora anuncia que passará a transmitir o Campeonato Brasileiro da Série B a partir de 2016, tornando-se o único canal a transmitir divisões inferiores do Campeonato Brasileiro.
Em 1º de outubro, a emissora anuncia mudanças na programação, entre elas: a volta da telenovela Windeck, e também passará por mudanças no visual com cores mais vivas, tornando-o mais jovem, alegre e atual. O objetivo é aproximá-la mais do seu público. Esse mesmo conceito será aplicado ao site da emissora, tornando-o mais atraente. Em 24 de outubro, a emissora passa a exibir as últimas partidas do Campeonato Brasileiro da Série B com o jogo Botafogo e Clube Náutico Capibaribe
Em janeiro, anuncia a transmissão do Desfile das campeãs em parceria com a Globo, que cede também o grupo de acesso e as campeãs paulistas, além de exibir o Carnaval da Bahia.
No dia 2 de janeiro, a emissora anunciou a transmissão da Copa São Paulo de Futebol Júnior. Em 19, 21 e 23 de janeiro, a emissora passou a exibir a Copa Brasil de Voleibol Masculino, com semifinais e final. No final de janeiro, a emissora passou a transmitir os Campeonato Paulista de Futebol de 2016 - Série A2 e Campeonato Paulista de Futebol de 2016 - Série A3
Em 2 de fevereiro, foi anunciada a saída de Américo Martins da presidência da EBC.O ex-presidente disse que saiu por motivos pessoais. Em 28 de março a presidente Dilma Rousseff nomeia Pedro Varoni como novo diretor-presidente da EBC. No dia 15 de fevereiro, a emissora perde seu sinal em Mato Grosso do Sul, após a TVE MS se afiliar a TV Cultura. Em 3 de maio, Dilma Rousseff nomeia Ricardo Melo.

### 2016–2018: Gestão Governo Temer
Melo foi presidente da EBC por duas semanas, até ser exonerado pelo novo presidente da república, Michel Temer. Em seu lugar, assumiu Laerte Rímoli, que fez reformulações, demitindo medalhões como Tereza Cruvinel, Emir Sader, Paulo Moreira Leite, Albino Castro e Mariana Kotscho. Em 2 de setembro, devido a mudanças no estatuto da EBC proposta numa medida provisória pelo presidente da Câmara e presidente em exercício da república, Rodrigo Maia exonerou Ricardo Melo. Horas depois a decisão foi revogada. Uma liminar no STF reconduziu em 8 de setembro por liminar do STF Laerte Rimoli a EBC.
Entre os dias 7 e 18 de setembro, transmitiu os Jogos Paralímpicos de Verão de 2016, em conjunto com o SporTV e TV Cultura. Com o slogan "O canal das Paraolimpíadas", exibiu, no período, cerca de 10 horas diárias de programação dedicada, exclusivamente, ao evento. Além das competições ao vivo, exibiu reportagens jornalísticas e transmitiu as cerimônias de abertura e de encerramento.
Neste ano, a TV Brasil exibe, com exclusividade, o Campeonato Brasileiro de Futebol da Série C e o Campeonato Brasileiro de Futebol Feminino.

### 2019–2022: Gestão Governo Bolsonaro

Logotipo utilizado entre 2019 e 2023

Em 10 de abril de 2019, a TV Brasil anunciou uma nova programação e uma nova logo, substituindo a TV NBR, devido a cortes de gastos do Governo Federal. Em 19 de agosto de 2019, a TV Brasil anunciou a transmissão dos jogos da Copa Verde de Futebol, em parceria com a Rede Cultura do Pará. Até setembro de 2019, a TV Brasil perdeu 25% da audiência.
Em 21 de novembro de 2019, a EBC anunciou sua nova identidade visual em evento em sua sede, e, simultaneamente em São Paulo. O evento contou com a presença do ministro-chefe da Secretaria de Governo da Presidência da República, Luis Eduardo Ramos. O Ministro parabenizou o Presidente da EBC pela gestão e nova identidade implantada. O porta-voz da Presidência da República, Otávio Rêgo Barros, também participou do lançamento. Segundo o presidente, as mudanças por que passa a empresa "estão inseridas nos objetivos de alcançar a modernidade, a eficiência, a sustentabilidade econômico-financeira e a ampliação e melhoria dos serviços públicos de radiodifusão prestados à população brasileira."
Em 10 de dezembro, a EBC encerrou suas operações no estado do Maranhão, e passou o controle da TV Brasil Maranhão para o Instituto Federal do Maranhão por um prazo de 30 anos, da mesma forma que outros veículos de comunicação gerenciados no modelo da Rede Nacional de Comunicação Pública (RNCP). A TV Brasil Maranhão, portanto, deixou de ser uma emissora própria da TV Brasil, que passou a ter operações apenas em Brasília, Rio de Janeiro e São Paulo.
Em abril de 2020, a Associação Brasileira de Imprensa (ABI) criticou a TV Brasil por ter dado espaço ao "proselitismo" religioso do presidente Jair Bolsonaro:

Neste Domingo de Páscoa a TV Brasil, transmitindo em rede nacional, dedicou duas horas de sua programação para fazer proselitismo do presidente Jair Bolsonaro e das políticas irresponsáveis que ele prega diante da pandemia do coronavírus. O espaço teve participação destacada de pastores representantes de igrejas fundamentalistas alinhadas com seu governo. Com a autoridade de seus 112 anos de existência em defesa das causas democráticas no país, a ABI lembra ao presidente da República que o Executivo dispõe da NBR para divulgar suas iniciativas e que a TV Brasil, por definição, é uma emissora pública, e não uma porta-voz de suas posições.— Paulo Jeronimo de Sousa, presidente da ABI 
Em maio de 2020, a emissora passa a transmitir a Liga Nacional de Futsal.
Em 22 de junho de 2020, o canal virtual da TV Brasil mudou de 62.x para 1.x em São Paulo. Em 10 de julho de 2020, o Aos Fatos publicou uma investigação mostrando que a TV Brasil, e outros veículos de comunicação do governo do Brasil, que pertencem a EBC, está promovendo medicamentos sem eficácia comprovada para tratar COVID-19. As drogas promovidas são defendidas pelo presidente Jair Bolsonaro. A TV Brasil também transmitiu programas do canal Brasil Paralelo, um canal do YouTube que é próximo do governo.
Em agosto de 2020, foi nomeado José Emílio Ambrósio, com passagens pela RedeTV!, Rede Bandeirantes e Rede Globo.
Em 13 de outubro de 2020, a TV Brasil transmitiu o jogo do Brasil X Peru. Nas redes sociais, a partida foi alvo de críticas, após o narrador André Marques dizer: "E um abraço especial ao presidente Jair Bolsonaro, que está assistindo ao jogo. Um abraço, presidente!". Rodrigo Mattos, colunista do UOL Esporte no YouTube, chamou o jogo de "instrumento de propaganda do governo Bolsonaro" e que no intervalo do jogo foram apresentados "noticiários/divulgação de feitos do governo" com membros políticos. Ainda segundo Mattos, as falas do narrador André Marques, agradecendo a políticos, pareciam que estavam sendo lidas. Em rede social, Ricardo Noblat chamou o canal de "chapa branca". Renato Souza, do Correio Braziliense disse que a "TV pública brasileira está parecendo o canal estatal da Coreia do Norte." O Antagonista reportou que o clima do jogo parecia o mesmo do Pra Frente, Brasil, uma das propagandas da ditadura militar brasileira: "O clima de 'Pra frente, Brasil' refletiu-se até no resultado, que foi igual ao da partida do Brasil contra o Peru na Copa de 1970: 4 a 2. (...) Só faltou o Pelé. E o pau-de-arara. Mas a gente ainda chega lá." O jornalista esportivo Tiago Maranhão questionou quem pagou o jogo, se a negociação foi feita com a CBF e se o Brasil virou Venezuela. Mais tarde, foi divulgado que a CBF tinha comprado o jogo e cedeu gratuitamente a transmissão à TV Brasil. A oposição política pediu que o Ministério Público Federal (MPF) e o Tribunal de Contas da União (TCU) investigue a EBC por promover o presidente Jair Bolsonaro no jogo do Brasil.
Em 4 de dezembro de 2020, O Estado de S.Paulo revelou detalhes das investigações feitas pela Polícia Federal sobre influenciadores que teriam ganhado dinheiro com ajuda do Palácio do Planalto. Em trecho da reportagem, um depoente declarou que o canal Bolsonarista "Foco do Brasil" recebeu ajuda de funcionários da EBC e da TV Brasil para ter acesso via satélite a imagens oficiais do governo como se fosse um canal de televisão. Procurada pelo jornal, a TV Brasil disse que cede o acesso das imagens do satélite a veículos de imprensa, mas se recusou a informar quais canais do YouTube utilizam ele.
Em dezembro de 2021 a TV Brasil obteve 0,35 ponto em audiência, sendo considerado o melhor posicionamento de sua história e ocupando a quinta colocação dentre 95 emissoras no Painel Nacional de Televisão em medição de quinze mercados pelo Kantar IBOPE Media, ultrapassando a RedeTV!. e no ano de 2023, a emissora através do Carnavais do Brasil exibe os carnavais de Salvador e Vitória, além de mostrar os desfiles da LigaSP (com exceção do Grupo Especial) e o desfile da Série Prata.
De 2021 a 2022 a TV Brasil exibiu a telenovela bíblica Os Dez Mandamentos produzida pela RecordTV em 2015.

### 2023–presente: Gestão Governo Lula

Logotipo utilizado desde 2023

Em 15 de junho de 2023, foi anunciado que a TV Brasil sofreria uma nova reformulação na sua programação, voltando ao foco inicial desde a sua fundação com conteúdos educativos e variados, enquanto que a TV Brasil 2 seria substituída pelo Canal Gov, retornando ao foco inicial com a cobertura de ações do Governo Federal, modelo este que era usado pela extinta TV NBR. As mudanças valeriam a partir do dia 24 de julho.
Em 1 de agosto de 2023, a EBC apresenta sua nova identidade visual substituindo a anterior, cujo projeto foi desenvolvido pelos profissionais da casa buscando traduzir a diversidade brasileira e os conteúdos produzidos pelas emissoras e a nova identidade conecta os veículos, respeitando a vocação de cada um. A mudança atingiu a TV Brasil.

## Prêmios
| Ano  | Premiação                  | Categoria                                                       | Obra                                          | Veículo de mídia            | Autor | Resultado |
| ---- | -------------------------- | --------------------------------------------------------------- | --------------------------------------------- | --------------------------- | --- | --------- |
| 2014 | Prêmio Vladimir Herzog     | Menção Honrosa do Prêmio Vladimir Herzog por Documentário de TV | "A Pele Negra"                                | TV Brasil e EBC             | Bianca Vasconcellos e equipe | Venceu    |
| 2015 | Prêmio Vladimir Herzog     | Menção Honrosa do Prêmio Vladimir Herzog por Reportagem de TV   | "A questão racial – da ditadura à democracia" | TV Brasil (DF)              | Débora Brito | Venceu    |
| 2016 | Prêmio Vladimir Herzog     | Prêmio Vladimir Herzog de Documentário                          | "Mulheres do Zika"                            | TV Brasil – Brasília/DF     | Luana Ibelli (Luana Fernanda Ibelli) e Débora Brito (Débora Teles de Brito) | Venceu    |
| 2016 | Prêmio Vladimir Herzog     | Menção Honrosa do Prêmio Vladimir Herzog por Documentário       | "Racismo na Escola"                           | TV Brasil – São Paulo/SP    | | Venceu    |
| 2018 | Prêmio Vladimir Herzog     | Menção Honrosa do Prêmio Vladimir Herzog por Vídeo              | "Defensores sob Ameaça"                       | TV Brasil Guará/DF          | Mariana Fabre e Equipe: Marcelo Castilho, Pollyane Marques, Samantha Oliveira, Tatiane Costa, Sigmar Gonçalves, André Rodrigo Pacheco, Francislene de Pa | Venceu    |
| 2019 | Prêmio Vladimir Herzog     | Menção Honrosa do Prêmio Vladimir Herzog por Vídeo              | "O Paciente Invisível"                        | TV Brasil – São Paulo/SP    | Aline Beckstein, Bianca Vasconcellos, Thaís Rosa, Paula Abritta, Eduardo Viné Boldt, William Sales, Jefferson Pastori, João Marcos Barboza, Maikon Matuyama, Rodger Kenzo, Adriana Vanin, Lucas Souza Pinto, Caio Araújo, Ivan Meira, João Batista Lima, Wladimir Ortega | Venceu    |
| 2019 | Prêmio Abear de Jornalismo | Competitividade                                                 | "Mudanças na Aviação"                         | TV Brasil (Repórter Brasil) | | Venceu    |